# Passade
Passade település Németországban, Schleswig-Holstein tartományban. Lakosainak száma 355 fő (2023. december 31.).

## Népesség
A település népességének változása:
| Lakosok száma | 209  | 350  | 331  | 330  | 346  | 372  | 355  |
|               | 1975 | 2014 | 2017 | 2019 | 2021 | 2022 | 2023 |